# جوليس ماري
جوليس ماري (بالفرنسية: Jules Mary)‏ (20 مارس 1851 في فرنسا - 22 يوليو 1922، باريس في فرنسا)؛ كاتب وروائي فرنسي.

## روابط خارجية
- جوليس ماري على موقع IMDb (الإنجليزية)
- جوليس ماري على موقع ألو سيني (الفرنسية)
- جوليس ماري على موقع أول موفي (الإنجليزية)
- جوليس ماري على موقع كينوبويسك (الروسية)